# ガムパ県
ガムパ県（ガムパけん）は中華人民共和国チベット自治区シガツェ市に位置する県。
1903年、ボーア戦争を終えたイギリスはチベットに軍を進め、ガムパに駐屯基地を設営した。イギリス軍はここを拠点にラサにまで軍を進め、チベットを一時期保護領化した。

## 行政区画
1鎮、4郷を管轄：
- 鎮：ガムパ鎮（崗巴鎮）
- 郷：昌竜郷、直克郷、孔瑪郷、竜中郷